# 中华风毛菊
中华风毛菊（学名：Saussurea chinensis）为菊科风毛菊属的植物，为中国的特有植物。分布在中国大陆的河北等地，生长于海拔1,900米至2,300米的地区，多生长在山坡草地，目前尚未由人工引种栽培。